# Paranthrene rufifinis
Paranthrene rufifinis is een vlinder uit de familie wespvlinders (Sesiidae), onderfamilie Sesiinae.
Paranthrene rufifinis is voor het eerst wetenschappelijk beschreven door Walker in 1862. De soort komt voor in het Oriëntaals gebied.